# Лешуковщина
Лешуковщина — деревня в Кичменгско-Городецком районе Вологодской области.
Входит в состав Енангского сельского поселения (с 1 января 2006 года по 1 апреля 2013 года входила в Верхнеентальское сельское поселение), с точки зрения административно-территориального деления — в Верхнеентальский сельсовет.
Расстояние до районного центра Кичменгского Городка по автодороге составляет 82 км, до центра муниципального образования Нижнего Енангска по прямой — 17 км. Ближайшие населённые пункты — Кекур, Надеевщина, Сычиха.
Население по данным переписи 2002 года — 18 человек.